# Peritassa killipii
Peritassa killipii är en benvedsväxtart som beskrevs av Albert Charles Smith. Peritassa killipii ingår i släktet Peritassa och familjen Celastraceae. Inga underarter finns listade.